# Rinpočhe
Rinpočhe (tibetsky རིན་པོ་ཆེ་) je titul, který bývá používán v buddhismu k uctivému oslovení lámů. V překladu rinpočhe znamená „velevzácný“ či „ctihodný“. Často se používá ve spojení s oslovením tulku a vyšších lamů např. Khandro rinpočhe, šamarpů, Tai Situpů a dalších.
Mezi nejznámější nositele titulu rinpočhe patří Padmasambhava, který podle tradice zanesl buddhismus do Tibetu a je též znám pod jménem Guru rinpočhe.